# Passez payez

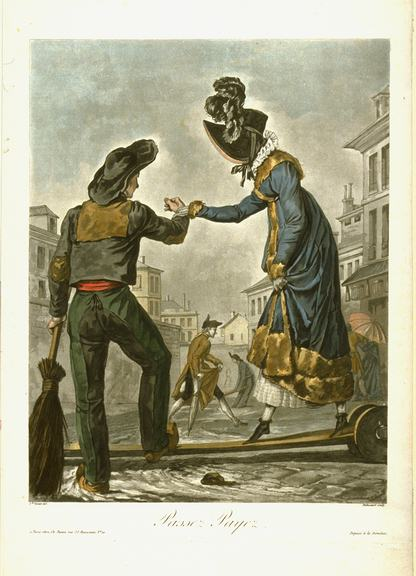
Passez payez. Aquatinte de Philibert-Louis Debucourt d'après Carle Vernet (1818).
Pour l'aider à passer sur sa planche, le décrotteur donne la main à une dame vêtue d'une robe serrée à collet monté et portant un vertigineux chapeau à brides.

« Passez payez » est la devise et le cri des décrotteurs parisiens qui, pendant les années qui suivent la Révolution, chaque fois qu'il pleut, posent une planche à travers la chaussée pour les passants qui souhaitent traverser sans s'enfoncer dans la boue et veulent bien leur verser en contrepartie un droit de passage.
À la fin du XVIIIe siècle, il existe deux sortes de décrotteurs : ceux qui sont chargés d'enlever la boue quand il a plu, et ceux qui, sédentaires ou ambulants, nettoient ou cirent les souliers des passants. Au lendemain de la Révolution et des guerres qui l'ont suivie, la capitale abrite une foule de pauvres et de déracinés à la recherche de moyens de subsister. C'est ainsi que vers les années 1800, certains d'entre eux imaginent, à l'aide d'une simple planche munie à l'une de ses extrémités de deux roues, un nouveau service à offrir aux membres des classes aisées. 
Les rues pavées sont encore rares à l'époque. Voici comment un Parisien décrit les conséquences de la pluie en 1781 :
« Il est amusant de voir un Parisien traverser ou sauter un ruisseau fangeux avec une perruque à trois marteaux, des bas blancs et un habit galonné, courir dans de vilaines rues sur la pointe du pied, recevoir le fleuve des gouttières sur un parasol de taffetas. Quelles gambades ne fait pas celui qui a entrepris d'aller du faubourg Saint-Jacques dîner au faubourg Saint-Honoré, en se défendant de la crotte et des toits qui dégouttent ! Des tas de boue, un pavé glissant, des essieux gras, que d'écueils à éviter ! Il aborde néanmoins ; à chaque coin de rue, il a appelé un décrotteur ; il en est quitte pour quelques mouches à ses bas. Par quel miracle a-t-il traversé sans autre encombre la ville du monde la plus sale ? Comment marcher dans la fange en conservant ses escarpins ? Oh ! c'est un secret particulier aux Parisiens et je ne conseille pas à d'autres de vouloir les imiter. »
Confronté au même problème, le Parisien de la nouvelle bourgeoisie dispose de ressources supplémentaires :
« Il est aussi preste que pressé. Il se joue des embarras dans la rue, qui sont grands : les rues sont souvent transformées en mares ; quelques-unes sont coupées en deux par un ruisseau, qui gonfle au premier orage et qu'on passe sur des planches tremblantes, offertes par un décrotteur ; ou, comme dans la gravure de Garnier, Le Passage du ruisseau par temps d'orage, sur le dos d'un Savoyard ; toutes sont boueuses à la moindre pluie ; mais rien ne l'arrête. »

## «L'Averse»

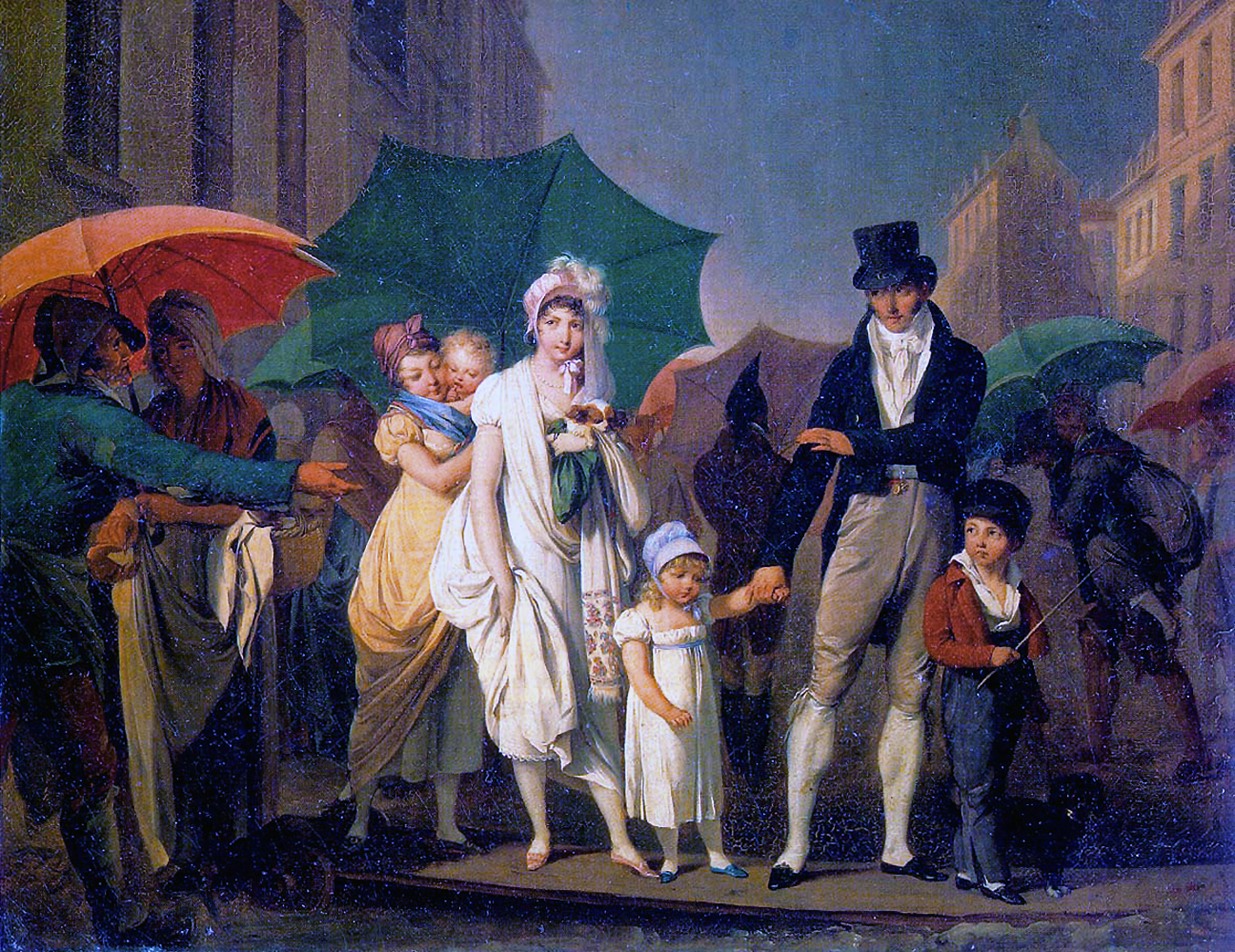
L'Averse ou Passez payez de Louis-Léopold Boilly (1803-1804).

Ce tableau de Louis-Léopold Boilly, sous-titré Passez Payez, montre le passage sur une planche de toute une famille : le père, la mère, les trois enfants, la domestique, la nourrice et les deux petits chiens. Sur la gauche du tableau, le décrotteur tend la main pour recevoir la pièce que lui glisse la domestique. On distingue l'une des roues de la planche à ses pieds. On voit sur la droite une vieille femme qui a choisi un autre moyen de se préserver de la fange en se hissant sur le dos d'un Savoyard, à qui elle donnera, elle aussi, une rémunération pour sa peine. Au centre, à l'arrière-plan, un homme en bonnet phrygien se contente d'un simple parapluie. On remarque que les parapluies, nombreux et colorés, sont munis de baleines métalliques, dont l'invention est toute récente. Une autre innovation récente est celle du port du caleçon, dont la mère de famille dévoile une extrémité sous ses jupes. 
Maora Puren ajoute ceci à l'analyse du tableau : « Ce dernier, peint l'année où Napoléon s'auto-sacre empereur, fait contraste avec l'idéal révolutionnaire très vite mis sous le boisseau ; les clivages sociaux sont plus forts que jamais : d'une part l'ordre familial bourgeois, d'autre part, la hiérarchie sociale. La pérennité de l'ordre traditionnel s'affirme dans le traitement de la famille bourgeoise. Les femmes marchent derrière les hommes auxquels elles ne font que donner des enfants. Par ailleurs - on l'a dit - les barrières sociales se renforcent. Symboliquement, il y a ceux qui sont toujours sous l'averse (quelques-uns réussissent à passer à travers les gouttes) et ceux qui réussissent à ne pas se « mouiller ». »